# Wulstige Mulmnadel
Die Wulstige Mulmnadel (Platyla callostoma) ist eine auf dem Land lebende Schnecke aus der Familie der Mulmnadeln (Aciculidae) in der Ordnung der Architaenioglossa („Alt-Bandzüngler“).

## Merkmale
Die kleinen, kegelförmigen Gehäuse der Wulstigen Mulmnadel sind 2,8 bis 3,6 mm hoch und 1,05 bis 1,30 mm breit. Sie haben 5¼ bis 6 (bis 7) wenig gewölbte, langsam und regelmäßig zunehmende Windungen. Die Naht ist mäßig tief, eine Nahtfaden oder eine Kante unter der Naht sind nicht vorhanden. Der letzte Umgang ist weniger als die Gesamthöhe hoch. Die Mündung steigt bereits mit der vorletzten Windung etwas an. In der Frontalansicht ist die Mündung schief birnenförmig (Höhe der Mündung: 0,90 bis 1,05 mm; Breite der Mündung 0,60 bis 0,75 mm). In der Seitenansicht ist der Mündungsrand fast gerade; lediglich an der Naht ist ein sehr kleiner Sinulus entwickelt. Der Mundsaum ist erweitert. In der Mündung ist ein deutlicher Parietalkallus und ein Angularis vorhanden. Der Nabelkallus ist klein und dünn und zieht sich schmaler werdend bis zur Mitte des Parietalrandes hin. Der gut entwickelte Nackenwulst überragt in der Frontalaufsicht auf die Mündung oft den Mündungsrand. In der Seitenansicht ist er mittig bis hinter der Mitte am höchsten und fällt auf der Rückseite leicht konkav gewölbt ab. Er ist immer deutlich begrenzt. Das Gehäuse ist gelblich braun, die Oberfläche ist glatt und glänzend.

### Ähnliche Arten
Die Wulstige Mulmnadel unterscheidet sich von der geographisch nächsten Platyla-Art Platyla cryptomena durch das etwas größere, weniger schlanke und mehr gelblichbraune Gehäuse. Letztere Art besitzt außerdem einen etwas breiteren, aber flacheren Nackenwulst. Das Gehäuse der Braunen Mulmnadel (Platyla fusca) ist ebenfalls größer. Im Gehäuse von Platyla dupuyi fehlt der Nackenwulst, und die Glatte Mulmnadel (Platyla polita) hat stärker gewölbte Umgänge. Zudem ist der Nackenwulst schmaler und niedriger als bei der Wulstigen Mulmnadel. Außerdem ist bei dieser Art meist eine Kante unterhalb der Naht ausgebildet. Das Gehäuse von Platyla pezzolii ist schlanker; diese Art besitzt einen höheren, aber schmaleren Nackenwulst. 

## Geographische Verbreitung, Vorkommen und Lebensweise
Das Areal der Art ist zweigeteilt. Ein Verbreitungszentrum liegt in den Ostpyrenäen, hauptsächlich im spanischen Teil, die Typuslokalität liegt aber im französischen Teil der Ostpyrenäen. Das zweite Zentrum liegt im Kantabrische Gebirge (Spanien). Die Gehäuse der westlichen Population sind im Durchschnitt etwas kleiner und schlanker. Der Nackenwulst ist außerdem im Durchschnitt etwas schmaler, hat den höchsten Punkt in der Mitte und fällt nach hinten mehr gerade, nicht konkav ab.
Die Tiere leben in der Laub- und Bodenstreu feuchter Laubwälder, häufig in der Nähe von Fließgewässern und häufig unter Efeu.

## Taxonomie
Das Taxon wurde von Stephan Clessin 1911 als Acme callostoma aufgestellt. Die Gattung Acme Hartmann, 1821 wurde von der Internationalen Kommission für Zoologische Nomenklatur auf den offiziellen Index zurückgewiesener und ungültiger Arten gesetzt. Später wurde die Art meist unter dem Namen Acicula (Platyla) callostoma beschrieben. Platyla ist heute ein allgemein anerkannte selbständige Gattung. Die Fauna Europaea verzeichnet keine Synonyme.

## Belege

### Online
- Animal Base: Species summary for Platyla callostoma